# Jakob Adams

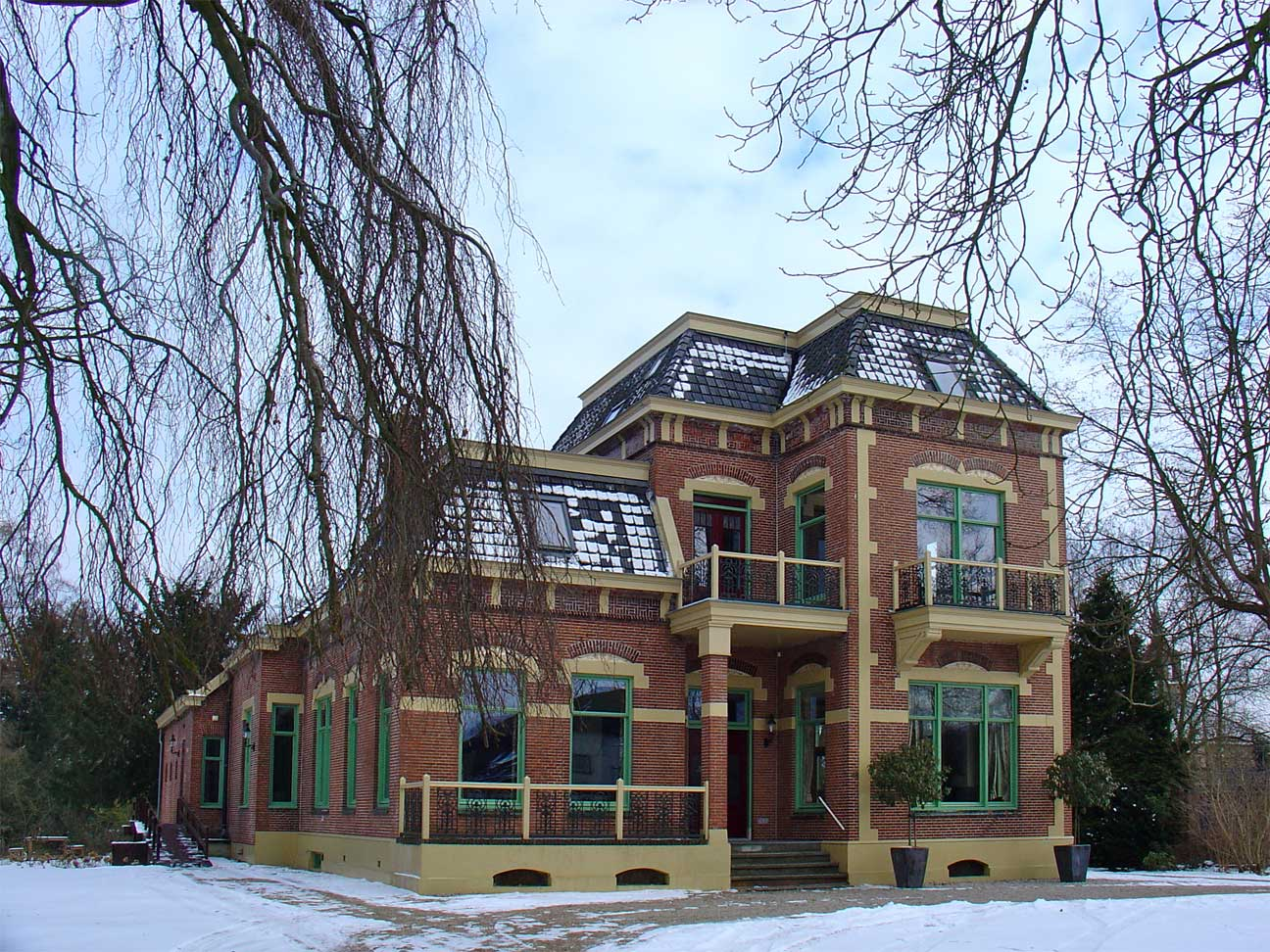
De door Adams in 1905 gebouwde Villa Adams in Gasselternijveen, vanaf 1908 zijn ambtswoning als burgemeester

Jakob Adams (Gasselte, 28 mei 1859 - Gasselternijveen, 25 januari 1923) was een Nederlandse burgemeester.

## Leven en werk
De koopman Adams was een zoon van de houthandelaar Hendrik Adams en Marchien Bakker. Hij was een neef van de in 1889 overleden houthandelaar en burgemeester van Gasselte Jan Boelken Bakker. Toen Adams in 1908 werd benoemd tot burgemeester van de voormalige gemeente Gasselte betekende dat een onderbreking van het burgemeesterschap van leden van de familie van houthandelaars Huges. Voor hem waren de halfbroers en Albertus en Jan Huges burgemeester geweest. Hij werd in 1920 ook weer opgevolgd door een lid van deze familie Harm Huges, een zoon van Albertus.
Tijdens het burgemeesterschap van Adams was Jan Klazes Doornbos gemeentesecretaris. Feitelijk zou hij de dienst uitgemaakt hebben in de gemeente en niet de gemeenteraad of Adams. Doornbos werd in 1919 burgemeester van Westerbork en in 1925 van Borger.
Adams was op 26 juli 1887 te Veendam getrouwd met de uit deze plaats afkomstige dochter van een landbouwer Janna Zuiderweg. Hun zoon Hendrik, senator voor de Boerenpartij, kwam in 1966 in opspraak vanwege zijn oorlogsverleden en legde, na een conflict met VVD-senator Jan Baas, zijn functie als parlementslid na een maand neer.